# Blysmus sinocompressus
Blysmus sinocompressus — вид квіткових рослин родини осокових (Cyperaceae). Ареал: Монголія, Китай, Киргизстан, Тибет. Це багаторічний або кореневищний геофіт, що росте передусім у помірному біомі.

## Екологія
Населяє вологі місця, узбережжя струмків і річок, русла річок, луки, долини, заболочені луки, схили; 500–4800 метрів.

## Біоморфологічна характеристика
Кореневища жовті, 2–7 см × 2,5–3,5 мм, блискучі, з чорними лусками. Стеблини 5–60 см заввишки, 0,7–4 мм завтовшки, стиснуто трикутні, вкриті біля основи коричневими або багряно-коричневими листовими піхвами. Стеблові листки коротші за стебло; язичок блідий, дуже короткий; листкова пластинка плоска, 0,5–4 мм ушир. Суцвіття містить 3–10 і більше колосочків. Колосочки вузькояйцеподібні, яйцеподібні або довго-еліпсоїдні, 5–7 мм, 2–9-квіткові. Колоскові луски іржаво-коричневі, довгояйцеподібні, 3,5–4,5 мм, 3–5 жилкові, кіль зелений, верхівка загострена. Тичинок 3; пиляки вузько видовжені, 2–2,5 мм. Горішок темно-коричневий, широкооберненояйцеподібний, ≈ 2 мм, плоскоопуклий. Цвітіння та плодіння: червень — вересень.